# Carvone
Il carvone è un terpenoide che ha il suo punto di ebollizione a 231 °C. È solubile in alcol e cloroformio. I suoi enantiomeri sono entrambi reperibili in natura, soprattutto nell'olio dei semi di cumino dei prati (Carum carvi), del mentastro verde (Mentha spicata) e dell'aneto. È usato per profumi e aromi.

## Stereoisomerismo e odore
Il carvone esiste come due enantiomeri: l'R-(–)-carvone, che profuma come foglie di menta, e la sua immagine speculare S-(+)-carvone, il quale odora di semi di cumino. Il fatto che i due enantiomeri vengano percepiti in modo diverso è prova che nel sistema olfattivo vi siano dei recettori chirali, che permettono una risposta diversa a seconda dell'enantiomero che percepiscono, cosa che non accade comunque per tutte le coppie di enatiomeri presenti in natura. Si è scoperto inoltre che anche le scimmie del genere saimiri riescono a discriminare tra i due enantiomeri olfattivamente.

## Presenza in natura
L'S-(+)-carvone è il principale costituente (60-70%) dell'olio di semi di cumino (Carum carvi), che viene prodotto su una scala di circa 10 tonnellate all'anno. È anche presente nella misura del 40-60% nell'olio di semi di aneto (Anethum graveolens), e anche nell'olio di buccia d'arancia. L'R-(-)-carvone è altresì la componente più abbondante nell'olio essenziale di diverse specie di menta, in particolare dell'olio di menta (Mentha spicata), che si compone al 50-80% di R-(-)-carvone. Nonostante quindi la menta sia una ottima fonte naturale di questo composto, tuttavia la maggior parte di R-(-)-carvone utilizzato in applicazioni commerciali è sintetizzato dall' R-(+)-limonene. L'R-(-)-Carvone si trova anche nell'olio di kuromoji (Lindera Umbellata). Alcuni oli, come l'olio della pianta di zenzero,  contengono una miscela di entrambi gli enantiomeri. Molti altri oli naturali, per esempio l'olio di menta piperita, contengono tracce di carvoni.

## Storia
Il cumino dei prati è stato utilizzato per scopi medicinali dagli antichi romani, ma probabilmente il carvone non è stato isolato come un composto puro finché Franz Varrentrapp (1815-1877) lo ottenne nel 1849. In origine venne chiamato carvol da Schweizer, quindi Goldschmidt e Zürrer lo identificarono come un chetone simile al limonene, e la struttura venne chiarita da Georg Wagner (1849-1903) nel 1894.

## Preparazione
La forma destrogira, il S-(+)-carvone, si ottiene praticamente pura per distillazione frazionata dell'olio di cumino dei prati. La forma levogira invece viene ottenuta dagli oli che la contengono e di solito richiede un trattamento supplementare per produrre l'R-(-)-carvone in elevata purezza. Ciò può essere ottenuto mediante la formazione di un composto di addizione con solfuro di idrogeno, da cui il carvone può essere rigenerato mediante trattamento con idrossido di potassio in etanolo e poi distillando il prodotto in corrente di vapore. Il carvone può essere preparato sinteticamente da limonene via limonene-nitrosocloruro, che può essere formato da un trattamento di nitrito di isoamile con limonene in acido acetico glaciale. Questo composto viene convertito in carvoxima, che può essere ottenuta scaldando la DMF a riflusso con ricadere in isopropanolo. Ponendo a riflusso la carvoxime con 5% di acido ossalico porta al carvone. Questa procedura conduce quindi al R-(-)-carvone dall' R-(+)-limonene. L'uso principale del d-limonene è come precursore dell' S-(+)-carvone. La disponibilità su larga scala di scorze di agrumi, un sottoprodotto nella produzione di succo d'arancia, ha reso disponibile economicamente il limonene,e il carvone corrispondente preparato per via sintetica.
La biosintesi del carvone avviene invece per ossidazione del limonene.

## Usi
Entrambi i carvoni sono utilizzati nell'industria alimentare come aromi. L'R-(−)-Carvone è anche usato come prodotto per rinfrescare l'aria e, come molti oli essenziali, gli oli contenenti carvone sono usati nella aromaterapia e nella medicina alternativa.

### Applicazioni in campo alimentare
Essendo il composto responsabile del profumo di cumino, aneto e menta, il carvone è usato da millenni nei cibi.

### Agricoltura
L'S-(+)-Carvone è anche usato per prevenire che le patate germoglino spontaneamente durante il periodo di stoccaggio, e viene venduto in Olanda per questi motivi sotto il nome commerciale di Talent.

### Insetticida
L' (R)-(–)-Carvone è stato proposto come repellente per zanzare, e l'organismo americano deputato alla protezione ambientale (U.S. Environmental Protection Agency) sta revisionando una domanda per poterlo utilizzare come pesticida.

### Sintesi Organica
Il Carvone è disponibile enantiomericamente puro in entrambi gli enantiomeri, rendenolo un materiale di partenza attraente per molte sintesi totali asimmetriche di composti naturali. Per esempio, l' (S)-(+)-carvone venne usato nella sintesi del 1998 del terpenoide quassina: